# Szamordino (obwód briański)
Szamordino (ros. Шамордино) – wieś (dieriewnia) w Rosji, w obwodzie briańskim, w rejonie żukowskim. W 2010 liczyła 680 mieszkańców.